# Matthias Kofmehl
Matthias Kofmehl (* 1953 in Zürich) ist ein Schweizer Hornist, Alphornist und Hornlehrer.

## Biografie
Matthias Kofmehl erhielt bereits mit sieben Jahren seinen ersten Violin- und Trompetenunterricht. Später wechselte er zu Viola und Waldhorn. Im Gymnasium nahm er Dirigierunterricht bei Armin Schibler und bildete seine Stimme bei professionellen Sängern aus. Nach erfolgreich abgeschlossener Matura erwarb er das Lehrerpatent und unterrichtete mehrere Jahre auf der Primarstufe.
Ab 1980 studierte er Waldhorn am Konservatorium Zürich beim Solohornisten des Tonhalleorchesters Zürich, Günther Schlund. 1984–2000 war er festes Mitglied des Tonhalleorchesters Zürich. Daneben trat er als Solist unter anderem in der Schweiz, in Europa, Israel, Mexiko, den USA und in Russland auf. Nebst Waldhornkonzerten spielte er vor allem Alphornkonzerte, darunter das 1987 eigens für ihn komponierte Konzert für Alphorn und Streichorchester des Schweizer Komponisten Carl Rütti und bringt diverse Werke zur Uraufführung.
Eine erste CD-Aufnahme verschiedener Werke mit Mitgliedern des Tonhalleorchesters Zürich (Virtuoses Alphorn, 1997) wurde kurze Zeit nach Erscheinen von Schweizer Radio International ausgezeichnet (Diese seit einigen Jahren vergriffene CD erschien auf Weihnachten 2010 in limitierter Auflage erneut). Weitere Aufnahmen folgten mit dem Zürcher Kammerorchester (Jean Daetwyler: Alphornkonzert Nr. 2) sowie einer Kammermusikformation u. a. mit Mirjam Tschopp und Werner Bärtschi (Mario Beretta: The Alphorn and the Sea).
1986–2003 hatte er einen Lehrauftrag für Waldhorn an der Musikhochschule Winterthur Zürich inne. Seine Alphornkurse erfreuten sich nicht nur in der Schweiz, sondern auch in Deutschland, Österreich und Russland grosser Beliebtheit. Er widmete sich mehr und mehr der Unterrichtstätigkeit mit Alp- und Waldhorn, ebenso mit Kornett und Trompete.
Seit 2006 trat er wieder vermehrt als Alphornsolist auf, so brachte er in Minsk zwei Alphornkonzerte Russischer Komponisten zur Uraufführung. Des Weiteren durfte er das eigens für ihn komponierte Stück Söldner-Fantasie von Carl Rütti in Russland aufführen. Daneben erteilte er 40 Hornisten einen Meisterkurs. Im Oktober 2007 gab er mit dem Luzerner Organisten Martin Heini ein Rezital in der Philharmonie von St. Petersburg im Rahmen des Festivals Brass and Organ. An den Stelzenfestspielen 2009 bei Reuth (Leipzig) nahm er als Kursleiter und Alphornsolist mit dem Gewandhausorchester Leipzig teil.

## Alphorn Impressionen
Kofmehls zweites Album trägt den Titel Alphorn Impressionen und erschien am 19. November 2010. Auf dem Album spielte er Kompositionen von Hans-Jürg Sommer und Carl Rütti. Die beiden Werke Mit em Alphorn übere Pass (aus Alphorn-Stubete 1), sowie Alp-Sommer von Hans-Jürg Sommer wurden mit dem Nizioł-Quartett eingespielt. Die Stücke Kiental, SMS aus den Alpen (beide von Hans-Jürg Sommer), Rämsel und Söldner-Fantasie (von Carl Rütti) waren allesamt für Alphorn und Orgel und wurden auf dieser CD von Matthias Kofmehl und Carl Rütti gespielt.

## Aufnahmen
- Virtuoses Alphorn (1997)
- Jean Daetwyler: Alphornkonzert Nr. 2 (2000)
- Mario Beretta: The Alphorn And The Sea
- Alphorn Impressionen (CMD Records, 2010)
- Carl Rütti: Mysterium Montis (Guild Music, 2016)